# A világ legforgalmasabb repülőtérrendszerei
Ezek a világ legforgalmasabb repülőtérrendszerei utasszám alapján (egy város és agglomerációja repülőtereit használó összes utas száma). A legnagyobb forgalmú város London, melynek vonzáskörzetében hat nemzetközi forgalmú repülőtér található. A legnagyobb forgalmat bonyolító repülőtér az atlantai Hartsfield–Jackson, az ennél nagyobb forgalmat lebonyolító városok már több repülőtérrel rendelkeznek.

## 2023-as statisztika
Az alábbi lista a New York-i és New Jersey-i kikötői hatóság által szolgáltatott előzetes, teljes évre vonatkozó adatokon, valamint a repülőterek és a légiközlekedési minisztériumok által szolgáltatott adatokon alapul, amennyiben a korábbi listából nem állnak rendelkezésre.

| Helyezés | Ország                  | Agglomeráció           | Utasok összesen | Repülőterek                                             |
| -------- | ----------------------- | ---------------------- | --------------- | ------------------------------------------------------- |
| 1.       | Egyesült Királyság      | London                 | 168 020 051     | Heathrow, Gatwick, Stansted, Luton, City, Southend      |
| 2.       | USA                     | New York               | 147 461 065     | JFK, Newark, LaGuardia, Westchester County, Long Island |
| 3.       | Törökország             | Isztambul              | 113 127 321     | Istanbul, Sabiha Gökçen                                 |
| 4.       | Japán                   | Tokió                  | 111 425 297     | Haneda, Narita                                          |
| 5.       | Franciaország           | Párizs                 | 105 329 305     | CDG, Orly, Beauvais                                     |
| 6.       | USA                     | Atlanta                | 104 653 451     | Hartsfield–Jackson                                      |
| 7.       | USA                     | Los Angeles            | 102 996 269     | LAX, Long Beach, Burbank, John Wayne, Ontario           |
| 8.       | USA                     | Dallas                 | 99 347 147      | Dallas-Fort Worth, Love Field, Fort Worth Meacham       |
| 9.       | Kína                    | Sanghaj                | 96 969 142      | Pudong, Hongqiao                                        |
| 10.      | USA                     | Chicago                | 96 177 715      | O'Hare, Midway, Rockford                                |
| 11.      | USA                     | Miami                  | 95 222 644      | Miami, Fort Lauderdale, Palm Beach                      |
| 12.      | Kína                    | Peking                 | 92 279 156      | Capital, Daxing                                         |
| 13.      | Egyesült Arab Emírségek | Dubaj                  | 86 994 365      | Dubai                                                   |
| 14.      | Dél-Korea               | Szöul                  | 79 659 570      | Incheon, Gimpo                                          |
| 15.      | Thaiföld                | Bangkok                | 78 679 532      | Suvarnabhumi, Don Mueang                                |
| 16.      | USA                     | Denver                 | 77 837 917      | Denver                                                  |
| 17.      | USA                     | Washington, D.C.       | 76 789 012      | Dulles, Reagan, Thurgood Marshall                       |
| 18.      | Brazília                | São Paulo              | 75 864 545      | Guarulhos, Congonhas, Viracopos                         |
| 19.      | Kína                    | Chengdu                | 74 924 000      | Tianfu, Shuangliu                                       |
| 20.      | USA                     | San Francisco Bay Area | 73 532 329      | San Francisco, Oakland, San Jose, Charles M. Schulz     |
| 21.      | India                   | Delhi                  | 72 214 841      | Indira Gandhi                                           |
| 22.      | Oroszország             | Moszkva                | 71 000          | Domodedovo, Sheremetyevo, Vnukovo                       |
| 23.      | Kína                    | Guangzhou              | 64 240 637      | Baiyun, Shadi                                           |
| 24.      | Hollandia               | Amszterdam             | 61 889 586      | Schiphol                                                |
| 25.      | Németország             | Frankfurt am Main      | 61 055 389      | Frankfurt, Hahn                                         |
| 26.      | USA                     | Orlando                | 60 677 182      | Orlando, Sanford                                        |
| 27.      | Spanyolország           | Madrid                 | 60 181 604      | Barajas                                                 |
| 28.      | USA                     | Houston                | 60 077 128      | George Bush, Hobby                                      |
| 29.      | Szingapúr               | Szingapúr              | 58 946 000      | Changi                                                  |
| 30.      | USA                     | Las Vegas              | 57 666 456      | Harry Reid                                              |
| 31.      | USA                     | Charlotte              | 53 445 770      | Douglas                                                 |
| 32.      | Indonézia               | Jakarta                | 52 870 532      | Soekarno–Hatta, Halim Perdanakusuma                     |
| 33.      | Kína                    | Shenzhen               | 52 734 934      | Bao'an                                                  |
| 34.      | Mexikó                  | Mexico City            | 52 566 700      | Benito Juarez, Felipe Ángeles, Toluca                   |
| 35.      | Spanyolország           | Barcelona              | 52 515 810      | Josep Tarradellas, Girona-Costa Brava, Reus             |
| 36.      | India                   | Mumbai                 | 51 589 040      | Chhatrapati Shivaji Maharaj                             |
| 37.      | Olaszország             | Milánó                 | 51 477 949      | Malpensa, Linate, Bergamo                               |
| 38.      | USA                     | Seattle                | 50 877 260      | Seattle-Tacoma                                          |
| 39.      | USA                     | Phoenix                | 50 529 732      | Sky Harbor, Mesa Gateway                                |
| 40.      | Malajzia                | Kuala Lumpur           | 48 742 468      | Kuala Lumpur, Sultan Abdul Aziz Shah                    |
| 41.      | Kanada                  | Toronto                | 47 581 816      | Pearson, Billy Bishop, Hamilton                         |
| 42.      | Fülöp-szigetek          | Manila                 | 47 300 322      | Ninoy Aquino, Clark                                     |
| 43.      | Katar                   | Doha                   | 45 916 098      | Hamad                                                   |
| 44.      | Kína                    | Chongqing              | 44 657 268      | Jiangbei                                                |
| 45.      | Olaszország             | Róma                   | 44 429 929      | Fiumicino, Ciampino                                     |
| 46.      | Szaúd-Arábia            | Dzsidda                | 42 910 407      | King Abdulaziz                                          |
| 47.      | USA                     | Boston                 | 42 515 122      | Logan, Providence T.F. Green, Manchester (NH)           |
| 48.      | Kína                    | Kunming                | 42 053 214      | Changshui                                               |
| 49.      | Japán                   | Oszaka                 | 41 536 000      | Kansai, Itami, Kobe                                     |
| 50.      | Kína                    | Hszian                 | 41 371 228      | Xianyang                                                |
| 51.      | Kína                    | Hangcsou               | 41 170 470      | Hsziaosan                                               |

## 2017-es statisztika
| Helyezés | Agglomeráció              | Ország                  | Utasok összesen | Repülőterek                                                         |
| -------- | ------------------------- | ----------------------- | --------------- | ------------------------------------------------------------------- |
| 1.       | London                    | Egyesült Királyság      | 170 980 680     | Heathrow, Gatwick, Stansted, Luton, City, Southend                  |
| 2.       | New York                  | Egyesült Államok        | 135 514 082     | JFK, Newark, LaGuardia, Stewart, Long Island MacArthur, Westchester |
| 3.       | Tokió                     | Japán                   | 126 277 169     | Haneda, Narita, Chōfu repülőtér                                     |
| 4.       | Sanghaj                   | Kína                    | 111 992 707     | Putung, Hungcsiao                                                   |
| 5.       | Los Angeles               | Egyesült Államok        | 108 057 042     | Los Angeles, Long Beach, Bob Hope/Burbank, John Wayne, Ontario      |
| 6.       | Párizs                    | Franciaország           | 102 232 285     | Charles de Gaulle, Orly, Beauvais                                   |
| 7.       | Atlanta                   | Egyesült Államok        | 103 902 992     | Hartsfield–Jackson                                                  |
| 8.       | Chicago                   | Egyesült Államok        | 102 479 419     | O’Hare, Midway, Rockford                                            |
| 9.       | Peking                    | Kína                    | 101 740 179     | Főváros, Nanjüan                                                    |
| 10.      | Dubaj                     | Egyesült Arab Emírségek | 100 512 627     | Dubaj, Al Maktoum, Sardzsa                                          |
| 11.      | Bangkok                   | Thaiföld                | 99 160 461      | Suvarnabhumi, Don Mueang                                            |
| 12.      | Isztambul                 | Törökország             | 95 113 289      | Atatürk, Sabiha Gökçen                                              |
| 13.      | Moszkva                   | Oroszország             | 89 489 719      | Domogyedovo, Seremetyjevo, Vnukovo, Zsukovszkij                     |
| 14.      | Szöul                     | Dél-Korea               | 87 183 179      | Incheon, Gimpo                                                      |
| 15.      | Dallas                    | Egyesült Államok        | 82 815 841      | DFW, Love Field                                                     |
| 16.      | Miami                     | Egyesült Államok        | 82 904 818      | Miami, Fort Lauderdale, Palm Beach                                  |
| 17.      | San Francisco             | Egyesült Államok        | 81 380 154      | San Francisco, Oakland, San Jose                                    |
| 18.      | Washington D.C./Baltimore | Egyesült Államok        | 73 063 535      | Dulles, Reagan, BWI                                                 |
| 19.      | Hongkong                  | Kína                    | 72 868 000      | Hongkong                                                            |
| 20.      | Jakarta                   | Indonézia               | 69 906 136      | Soekarno-Hatta, Halim Perdanakusuma                                 |
| 21.      | São Paulo                 | Brazília                | 69 161 375      | Guarulhos, Congonhas, Viracopos, Campo de Marte repülőtér           |
| 22.      | Amszterdam                | Hollandia               | 68 515 425      | Schiphol                                                            |
| 23.      | Frankfurt                 | Németország             | 66 972 584      | Frankfurt, Hahn                                                     |
| 24.      | Kuangcsou                 | Kína                    | 65 776 088      | Baijün                                                              |
| 25.      | Delhi                     | India                   | 63 451 503      | Indira Gandhi                                                       |
| 26.      | Szingapúr                 | Szingapúr               | 62 222 000      | Changi                                                              |
| 27.      | Kuala Lumpur              | Malajzia                | 61 435 213      | Kuala Lumpur–nemzetközi, Subang                                     |
| 28.      | Denver                    | Egyesült Államok        | 61 379 396      | Denver                                                              |
| 29.      | Houston                   | Egyesült Államok        | 54 131 888      | George Bush, Hobby                                                  |
| 30.      | Madrid                    | Spanyolország           | 53 402 506      | Barajas                                                             |

## 2016-os statisztika
| Helyezés | Agglomeráció            | Ország                  | Utasok összesen | Repülőterek                                                         |
| -------- | ----------------------- | ----------------------- | --------------- | ------------------------------------------------------------------- |
| 1.       | London                  | Egyesült Királyság      | 163 231 321     | Heathrow, Gatwick, Stansted, Luton, City, Southend                  |
| 2.       | New York                | Egyesült Államok        | 134 353 971     | JFK, Newark, LaGuardia, Stewart, Long Island MacArthur, Westchester |
| 3.       | Tokió                   | Japán                   | 116 803 669     | Haneda, Narita, Chōfu repülőtér                                     |
| 4.       | Sanghaj                 | Kína                    | 106 462 549     | Putung, Hungcsiao                                                   |
| 5.       | Atlanta                 | Egyesült Államok        | 104 171 935     | Hartsfield–Jackson                                                  |
| 6.       | Los Angeles             | Egyesült Államok        | 102 630 641     | Los Angeles, Long Beach, Bob Hope/Burbank, John Wayne, Ontario      |
| 7.       | Párizs                  | Franciaország           | 101 717 530     | Charles de Gaulle, Orly, Beauvais                                   |
| 8.       | Chicago                 | Egyesült Államok        | 101 202 068     | O’Hare, Midway, Rockford                                            |
| 9.       | Peking                  | Kína                    | 99 979 802      | Főváros, Nanjüan                                                    |
| 10.      | Dubaj                   | Egyesült Arab Emírségek | 95 553 126      | Dubaj, Al Maktoum, Sardzsa                                          |
| 11.      | Bangkok                 | Thaiföld                | 91 096 185      | Suvarnabhumi, Don Mueang                                            |
| 12.      | Isztambul               | Törökország             | 89 826 476      | Atatürk, Sabiha Gökçen                                              |
| 13.      | Szöul                   | Dél-Korea               | 82 892 902      | Incheon, Gimpo                                                      |
| 14.      | Dallas/Fort Worth       | Egyesült Államok        | 81 233 435      | DFW, Love Field                                                     |
| 15.      | Miami                   | Egyesült Államok        | 80 054 002      | Miami, Fort Lauderdale, Palm Beach                                  |
| 16.      | Moszkva                 | Oroszország             | 76 477 686      | Domogyedovo, Seremetyjevo, Vnukovo                                  |
| 17.      | San Francisco Bay Area  | Egyesült Államok        | 75 966 974      | San Francisco, Oakland, San Jose                                    |
| 18.      | Washington DC/Baltimore | Egyesült Államok        | 70 686 751      | Dulles, Reagan, BWI                                                 |
| 19.      | Hongkong                | Kína                    | 70 314 462      | Hongkong                                                            |
| 20.      | São Paulo               | Brazília                | 66 897 374      | Guarulhos, Congonhas, Viracopos, Campo de Marte repülőtér           |
| 21.      | Jakarta                 | Indonézia               | 64 314 005      | Soekarno-Hatta, Halim Perdanakusuma                                 |
| 22.      | Amszterdam              | Hollandia               | 63 625 534      | Schiphol                                                            |
| 23.      | Frankfurt               | Németország             | 63 396 093      | Frankfurt, Hahn                                                     |
| 24.      | Kuangcsou               | Kína                    | 59 732 147      | Baijün                                                              |
| 25.      | Szingapúr               | Szingapúr               | 58 698 039      | Changi                                                              |
| 26.      | Denver                  | Egyesült Államok        | 58 266 515      | Denver                                                              |
| 27.      | Delhi                   | India                   | 55 631 385      | Indira Gandhi                                                       |
| 28.      | Kuala Lumpur            | Malajzia                | 55 474 879      | Kuala Lumpur–nemzetközi, Subang                                     |
| 29.      | Houston                 | Egyesült Államok        | 54 546 393      | George Bush, Hobby                                                  |
| 30.      | Madrid                  | Spanyolország           | 50 397 928      | Barajas                                                             |
| 31.      | Tajpej                  | Tajvan                  | 48 439 767      | Taojüan, Szongsan                                                   |
| 32.      | Las Vegas               | Egyesült Államok        | 47 496 614      | Harry Reid                                                          |
| 33.      | Toronto                 | Kanada                  | 47 473 468      | Pearson, Billy Bishop, Munro                                        |
| 34.      | Róma                    | Olaszország             | 47 140 468      | Fiumicino, Ciampino                                                 |
| 35.      | Barcelona               | Spanyolország           | 46 613 405      | Barcelona, Girona-Costa Brava, Reus                                 |
| 36.      | Csengtu                 | Kína                    | 46 039 137      | Suangliu                                                            |
| 37.      | Mumbai                  | India                   | 44 680 555      | Cshatrapati Sivadzsi                                                |
| 38.      | Orlando                 | Egyesült Államok        | 44 675 809      | Orlando, Sanford                                                    |
| 39.      | Phoenix                 | Egyesült Államok        | 44 671 947      | Sky Harbor, Mesa Gateway                                            |
| 40.      | Charlotte               | Egyesült Államok        | 44 422 022      | Douglas                                                             |
| 41.      | München                 | Németország             | 43 258 023      | München, Memmingen                                                  |
| 42.      | Oszaka                  | Japán                   | 42 748 632      | Kanszai, Itami, Kobe                                                |
| 43.      | Mexikóváros             | Mexikó                  | 42 481 406      | Benito Juárez, Toluca                                               |
| 44.      | Seattle                 | Egyesült Államok        | 42 340 461      | Seattle-Tacoma                                                      |
| 45.      | Sydney                  | Ausztrália              | 41 985 810      | Kingsford Smith                                                     |
| 46.      | Kunming                 | Kína                    | 41 980 339      | Kunming                                                             |
| 47.      | Sencsen                 | Kína                    | 41 975 090      | Bao'an                                                              |
| 48.      | Boston                  | Egyesült Államok        | 41 890 071      | Boston-Logan, Manchester-Boston, T. F. Green                        |
| 49.      | Manila                  | Fülöp-szigetek          | 40 467 514      | Manila, Clark                                                       |
| 50.      | Milánó                  | Olaszország             | 40 162 441      | Malpensa, Linate, Bergamo                                           |
| 51.      | Düsseldorf/Köln/Bonn    | Németország             | 39 205 008      | Düsseldorf, Köln-Bonn, Dortmund, Weeze                              |
| 52.      | Minneapolis/Saint-Paul  | Egyesült Államok        | 37 517 957      | Minneapolis-Saint Paul                                              |
| 53.      | Hszian                  | Kína                    | 36 994 506      | Hszian                                                              |
| 54.      | Csungking               | Kína                    | 35 888 819      | Csungking                                                           |
| 55.      | Detroit                 | Egyesült Államok        | 34 401 254      | Metro Wayne County                                                  |

## 2015-ös statisztika
| Helyezés | Agglomeráció            | Ország                  | Utasok összesen | Repülőterek                                                         |
| -------- | ----------------------- | ----------------------- | --------------- | ------------------------------------------------------------------- |
| 1.       | London                  | Egyesült Királyság      | 155 257 467     | Heathrow, Gatwick, Stansted, Luton, City, Southend                  |
| 2.       | New York                | Egyesült Államok        | 126 651 526     | JFK, Newark, LaGuardia, Stewart, Long Island MacArthur, Westchester |
| 3.       | Tokió                   | Japán                   | 111 439 687     | Haneda, Narita, Chōfu repülőtér                                     |
| 4.       | Atlanta                 | Egyesült Államok        | 101 491 106     | Hartsfield–Jackson                                                  |
| 5.       | Párizs                  | Franciaország           | 99 761 998      | Charles de Gaulle, Orly, Beauvais                                   |
| 6.       | Chicago                 | Egyesült Államok        | 99 277 247      | O’Hare, Midway, Rockford                                            |
| 7.       | Sanghaj                 | Kína                    | 99 189 000      | Putung, Hungcsiao                                                   |
| 8.       | Peking                  | Kína                    | 96 130 390      | Főváros, Nanjüan                                                    |
| 9.       | Los Angeles             | Egyesült Államok        | 95 793 140      | Los Angeles, Long Beach, Bob Hope/Burbank, John Wayne, Ontario      |
| 10.      | Isztambul               | Törökország             | 89 435 167      | Atatürk, Sabiha Gökçen                                              |
| 11.      | Dubaj                   | Egyesült Arab Emírségek | 88 935 250      | Dubaj, Al Maktoum, Sardzsa                                          |
| 12.      | Bangkok                 | Thaiföld                | 83 206 293      | Suvarnabhumi, Don Mueang                                            |
| 13.      | Dallas/Fort Worth       | Egyesült Államok        | 78 671 661      | Dallas-Fort Worth, Love Field                                       |
| 14.      | Miami                   | Egyesült Államok        | 77 557 288      | Miami, Fort Lauderdale, Palm Beach                                  |
| 15.      | Moszkva                 | Oroszország             | 75 285 463      | Domogyedovo, Seremetyjevo, Vnukovo                                  |
| 16.      | Szöul                   | Dél-Korea               | 72 445 198      | Incshon, Gimpo                                                      |
| 17.      | San Francisco Bay Area  | Egyesült Államok        | 71 014 239      | San Francisco, Oakland, San Jose                                    |
| 18.      | São Paulo               | Brazília                | 68 715 919      | Guarulhos, Congonhas, Viracopos, Campo de Marte repülőtér           |
| 19.      | Hongkong                | Kína                    | 68 488 000      | Hongkong                                                            |
| 20.      | Washington DC/Baltimore | Egyesült Államok        | 66 669 853      | Dulles, Reagan, BWI                                                 |
| 21.      | Frankfurt               | Németország             | 63 697 127      | Frankfurt, Hahn                                                     |
| 22.      | Amszterdam              | Hollandia               | 58 284 864      | Schiphol                                                            |
| 23.      | Jakarta                 | Indonézia               | 57 000 000      | Soekarno-Hatta, Halim Perdanakusuma                                 |
| 24.      | Szingapúr               | Szingapúr               | 55 448 964      | Changi                                                              |
| 25.      | Kuangcsou               | Kína                    | 55 208 000      | Baijün                                                              |
| 26.      | Houston                 | Egyesült Államok        | 55 186 568      | George Bush, Hobby                                                  |
| 27.      | Denver                  | Egyesült Államok        | 54 014 502      | Denver                                                              |
| 28.      | Kuala Lumpur            | Malajzia                | 51 678 211      | Kuala Lumpur–nemzetközi, Subang                                     |
| 29.      | Madrid                  | Spanyolország           | 46 828 279      | Barajas                                                             |
| 30.      | Róma                    | Olaszország             | 46 297 409      | Fiumicino, Ciampino                                                 |
| 31.      | Delhi                   | India                   | 45 981 773      | Indira Gandhi                                                       |
| 32.      | Las Vegas               | Egyesült Államok        | 45 389 074      | Harry Reid                                                          |
| 33.      | Charlotte               | Egyesült Államok        | 44 876 627      | Douglas                                                             |
| 34.      | Tajpej                  | Tajvan                  | 44 580 993      | Taojüan, Szongsan                                                   |
| 35.      | Toronto                 | Kanada                  | 43 436 847      | Pearson, Billy Bishop                                               |
| 36.      | Phoenix                 | Egyesült Államok        | 43 376 899      | Sky Harbor, Mesa Gateway                                            |
| 37.      | Seattle                 | Egyesült Államok        | 42 340 537      | Seattle-Tacoma                                                      |
| 38.      | Csengtu                 | Kína                    | 42 240 000      | Suangliu                                                            |
| 39.      | Barcelona               | Spanyolország           | 42 191 661      | Barcelona, Girona-Costa Brava, Reus                                 |
| 40.      | München                 | Németország             | 41 731 856      | München, Memmingen                                                  |
| 41.      | Orlando                 | Egyesült Államok        | 41 289 459      | Orlando, Sanford                                                    |
| 42.      | Oszaka                  | Japán                   | 41 145 843      | Kanszai, Itami, Kobe                                                |
| 43.      | Mumbai                  | India                   | 40 637 377      | Cshatrapati Sivadzsi                                                |
| 44.      | Sencsen                 | Kína                    | 39 721 800      | Bao'an                                                              |
| 45.      | Sydney                  | Ausztrália              | 39 656 000      | Kingsford Smith                                                     |
| 46.      | Mexikóváros             | Mexikó                  | 39 606 266      | Benito Juárez, Toluca                                               |
| 47.      | Boston                  | Egyesült Államok        | 39 111 359      | Boston-Logan, Manchester-Boston, T. F. Green                        |
| 48.      | Milánó                  | Olaszország             | 38,676,303      | Malpensa, Linate, Bergamo                                           |
| 49.      | Manila                  | Fülöp-szigetek          | 37 882 193      | Manila, Clark                                                       |
| 50.      | Kunming                 | Kína                    | 37 654 000      | Kunming                                                             |
| 51.      | Düsseldorf/Köln/Bonn    | Németország             | 36 710 143      | Düsseldorf, Köln-Bonn, Dortmund, Weeze                              |
| 52.      | Minneapolis/Saint Paul  | Egyesült Államok        | 36 582 854      | Minneapolis-Saint Paul                                              |
| 53.      | Detroit                 | Egyesült Államok        | 33 440 112      | Metro Wayne County                                                  |
| 54.      | Hszian                  | Kína                    | 32 970 000      | Hszian                                                              |
| 55.      | Melbourne               | Ausztrália              | 32 914 000      | Tullamarine, Avalon                                                 |
| 56.      | Csungking               | Kína                    | 32 402 000      | Csungking                                                           |
| 57.      | Philadelphia            | Egyesült Államok        | 31 444 403      | Philadelphia                                                        |
| 58.      | Doha                    | Katar                   | 31,110,000      | Doha                                                                |
| 59.      | Bogotá                  | Kolumbia                | 30 566 473      | El Dorado, Guaymaral                                                |
| 60.      | Brüsszel                | Belgium                 | 30 416 320      | Brüsszel, Charleroi                                                 |
| 61.      | Dzsidda                 | Szaúd-Arábia            | 29 785 874      | Jeddah/King Abdulaziz                                               |
| 62.      | Berlin                  | Németország             | 29 531 464      | Tegel, Schönefeld                                                   |
| 63.      | Koppenhága/Malmö        | Dánia/Svédország        | 29 213 715      | Koppenhága, Malmö, Roskilde, Ängelholm-Helsingborg                  |
| 64.      | Antalya                 | Törökország             | 28 450 501      | Antalya, Gazipaşa                                                   |
| 65.      | Hangcsou                | Kína                    | 28 355 000      | Hangcsou                                                            |
| 66.      | Oslo                    | Norvégia                | 27 839 806      | Gardermoen, Rygge, Torp                                             |
| 67.      | Stockholm               | Svédország              | 27 436 693      | Arlanda, Bromma, Skavsta                                            |
| 70.      | Rio de Janeiro          | Brazília                | 26 560 426      | Galeão, Santos Dumont                                               |
| 71.      | Ho Si Minh-város        | Vietnám                 | 26 546 475      | Tan Szon Nhat                                                       |
| 72.      | Zürich                  | Svájc                   | 26 281 228      | Kloten                                                              |
| 73.      | Csedzsu-sziget          | Dél-Korea               | 26 237 562      | Csedzsu                                                             |
| 74.      | Dublin                  | Írország                | 25 049 335      | Dublin                                                              |
| 75.      | Abu-Dzabi               | Egyesült Arab Emírségek | 24 956 378      | Abu-Dzabi                                                           |
| 76.      | San Diego/Tijuana       | Egyesült Államok/Mexikó | 24 935 055      | San Diego, Tijuana                                                  |
| 77.      | Bécs/Pozsony            | Ausztria/Szlovákia      | 24 338 064      | Bécs, Pozsony                                                       |
| 78.      | Palma de Mallorca       | Spanyolország           | 23 745 131      | Palma de Mallorca                                                   |
| 79.      | Fukuoka                 | Japán                   | 23 318 347      | Fukuoka, Kitakjusu, Szaga                                           |
| 80.      | Manchester              | Egyesült Királyság      | 23 136 047      | Manchester                                                          |
| 81.      | Salt Lake City          | Egyesült Államok        | 22 667 878      | Salt Lake City                                                      |
| 82.      | Rijád                   | Szaúd-Arábia            | 22 300 000      | Rijád                                                               |
| 83.      | Bangalore               | India                   | 22 187 841      | Bangalore                                                           |
| 84.      | Brisbane                | Ausztrália              | 21 918 357      | Brisbane                                                            |
| 85.      | Buenos Aires            | Argentína               | 21 535 802      | Aeroparque, Ezeiza, San Fernando, La Plata                          |
| 86.      | Szapporo                | Japán                   | 21 018 555      | New Chitose, Okadama                                                |
| 87.      | Hsziamen                | Kína                    | 20 814 244      | Hsziamen                                                            |
| 88.      | Teherán                 | Irán                    | 20 758 813      | Mehrabad, Imam Khomeini                                             |
| 89.      | Vancouver               | Kanada                  | 20 315 978      | Vancouver                                                           |
| 90.      | Lisszabon               | Portugália              | 20 090 418      | Lisszabon                                                           |

## 2014-es statisztika
| Helyezés | Agglomeráció            | Utasok összesen | Repülőterek                                            |
| -------- | ----------------------- | --------------- | ------------------------------------------------------ |
| 1.       | London                  | 146 685 710     | Heathrow, Gatwick, Stansted, Luton, City, Southend     |
| 2.       | New York                | 120 195 058     | JFK, Newark, LaGuardia                                 |
| 3.       | Tokió                   | 108 421 827     | Haneda, Narita                                         |
| 4.       | Párizs                  | 96 208 332      | Charles de Gaulle, Orly, Beauvais                      |
| 5.       | Atlanta                 | 96 178 899      | Hartsfield–Jackson                                     |
| 6.       | Chicago                 | 91 255 037      | O’Hare, Midway                                         |
| 7.       | Peking                  | 91 059 631      | Főváros, Nanjüan                                       |
| 8.       | Los Angeles             | 90 820 698      | Los Angeles, Long Beach, Bob Hope, John Wayne, Ontario |
| 9.       | Sanghaj                 | 89 622 000      | Putung, Hungcsiao                                      |
| 10.      | Isztambul               | 85 592 229      | Atatürk, Sabiha Gökçen                                 |
| 11.      | Dubaj                   | 82 469 523      | Dubai, Al Maktoum, Sardzsa                             |
| 12.      | Moszkva                 | 77 341 000      | Domogyedovo, Seremetyjevo, Vnukovo                     |
| 13.      | Dallas/Fort Worth       | 72 936 459      | Dallas Fort Worth, Love Field                          |
| 14.      | Miami                   | 71 476 569      | Miami, Fort Lauderdale, Palm Beach                     |
| 15.      | Bangkok                 | 67 969 920      | Suvarnabhumi, Don Mueang                               |
| 16.      | São Paulo               | 67 554 621      | Guarulhos, Congonhas, Viracopos                        |
| 17.      | Szöul                   | 67 079 045      | Incshon, Gimpo                                         |
| 18.      | San Francisco Bay Area  | 66 796 162      | San Francisco, Oakland, San Jose                       |
| 19.      | Washington DC/Baltimore | 64 873 966      | Dulles, Reagan, Baltimore-Washington                   |
| 20.      | Hongkong                | 63 347 000      | Csek Lap Kok                                           |
| 21.      | Frankfurt               | 62 084 088      | Frankfurt, Hahn                                        |
| 22.      | Jakarta                 | 57 005 406      | Soekarno-Hatta, Halim Perdanakusuma                    |
| 23.      | Kuangcsou               | 56 050 262      | Baijün                                                 |
| 24.      | Amszterdam              | 54 978 023      | Schiphol                                               |
| 25.      | Szingapúr               | 54 091 802      | Changi                                                 |
| 26.      | Denver                  | 53 472 514      | Denver                                                 |
| 27.      | Houston                 | 53 196 840      | George Bush, Hobby                                     |
| 28.      | Kuala Lumpur            | 51 692 965      | Kuala Lumpur–nemzetközi, Subang                        |
| 29.      | Charlotte               | 44 279 504      | Douglas                                                |
| 30.      | Róma                    | 43 525 197      | Fiumicino, Ciampino                                    |
| 31.      | Las Vegas               | 42 869 517      | Harry Reid                                             |
| 32.      | Phoenix                 | 42 363 030      | Sky Harbor, Mesa Gateway                               |
| 33.      | Tajpej                  | 41 912 125      | Taojüan, Szongsan                                      |
| 34.      | Madrid                  | 41 833 374      | Barajas                                                |
| 35.      | Toronto                 | 40 971 961      | Pearson, Billy Bishop                                  |
| 36.      | Barcelona               | 40 570 338      | Barcelona, Girona-Costa Brava, Reus                    |
| 37.      | München                 | 40 450 515      | München, Memmingen                                     |
| 38.      | Delhi                   | 39 752 819      | Indira Gandhi                                          |
| 39.      | Sydney                  | 38 628 952      | Kingsford Smith                                        |
| 40.      | Orlando                 | 37 899 313      | Orlando, Sanford                                       |
| 41.      | Csengtu                 | 37 675 232      | Suangliu                                               |
| 42.      | Seattle                 | 37 497 941      | Seattle-Tacoma                                         |
| 43.      | Boston                  | 37 296 888      | Boston-Logan, Manchester-Boston, T. F. Green           |
| 44.      | Mumbai                  | 37 203 978      | Cshatrapati Sivadzsi                                   |
| 45.      | Milánó                  | 36 579 178      | Malpensa, Linate, Bergamo                              |
| 46.      | Sencsen                 | 36 272 701      | Bao'an                                                 |
| 47.      | Oszaka                  | 36 200 360      | Kanszai, Itami, Kobe                                   |
| 48.      | Manila                  | 35 215 761      | Manila, Clark                                          |
| 49.      | Minneapolis/Saint Paul  | 35 152 460      | Minneapolis-Saint Paul                                 |
| 50.      | Mexikóváros             | 35 133 607      | Benito Juárez, Toluca                                  |
| 51.      | Düsseldorf/Köln/Bonn    | 35,073,150      | Düsseldorf, Köln-Bonn, Dortmund, Weeze                 |
| 52.      | Detroit                 | 32 513 555      | Metro                                                  |
| 53.      | Kunming                 | 32 230 883      | Kunming                                                |
| 54.      | Melbourne               | 31 775 969      | Tullamarine, Avalon                                    |
| 55.      | Philadelphia            | 30 740 242      | Philadelphia                                           |
| 56.      | Csungking               | 30 264 435      | Csungking                                              |
| 57.      | Hszian                  | 29 260 755      | Hszian                                                 |
| 58.      | Antalya                 | 29 067 315      | Antalya, Gazipaşa                                      |
| 59.      | Brüsszel                | 28 373 147      | Brüsszel, Charleroi                                    |
| 60.      | Koppenhága/Malmö        | 28 128 573      | Koppenhága, Malmö, Roskilde, Ängelholm-Helsingborg     |
| 61.      | Dzsidda                 | 28 038 000      | Dzsidda                                                |
| 62.      | Berlin                  | 27 980 533      | Tegel, Schönefeld                                      |
| 63.      | Oslo                    | 27 839 806      | Gardermoen, Rygge, Torp                                |
| 64.      | Bogotá                  | 27 430 266      | El Dorado, Guaymaral                                   |
| 65.      | Rio de Janeiro          | 27 003 092      | Galeão, Santos Dumont                                  |
| 66.      | Stockholm               | 26 597 749      | Arlanda, Bromma, Skavsta                               |
| 67.      | Doha                    | 26 356 392      | Doha                                                   |
| 68.      | Hangcsou                | 25 525 862      | Hangcsou                                               |
| 69.      | Zürich                  | 25 512 134      | Kloten                                                 |

## 2012-es statisztika
A következő lista a Repülőterek Nemzetközi Szövetsége listáján alapul a világ 30 legnagyobb és az Egyesült Államok 50 legnagyobb repülőteréről.
| Helyezés | Agglomeráció           | Utasok összesen | Repülőterek                                                          |
| -------- | ---------------------- | --------------- | -------------------------------------------------------------------- |
| 1.       | London                 | 134 997 486     | Heathrow, Gatwick, Stansted, Luton, City, Southend                   |
| 2.       | New York               | 112 427 757     | JFK, Newark, LaGuardia, Westchester County, Long Island, Stewart     |
| 3.       | Tokió                  | 99,879,178      | Haneda, Narita, Ibaraki                                              |
| 4.       | Atlanta                | 95 462 867      | Hartsfield–Jackson                                                   |
| 5.       | Párizs                 | 92 738 772      | Charles de Gaulle, Orly, Beauvais                                    |
| 6.       | Chicago                | 86 356 630      | O’Hare, Midway, Gary, Rockford                                       |
| 7.       | Peking                 | 85 389 239      | Főváros, Nanjüan                                                     |
| 8.       | Los Angeles            | 84 129 635      | Los Angeles, Long Beach, Bob Hope, John Wayne, Ontario               |
| 9.       | Sanghaj                | 78 708 890      | Putung, Hungcsiao                                                    |
| 10.      | Miami                  | 68 626 693      | Miami, Fort Lauderdale, Palm Beach                                   |
| 11.      | Dallas/Fort Worth      | 66 764 842      | DFW, Love Field                                                      |
| 12.      | Dubaj                  | 65 201 088      | Dubaj, Al Maktoum, Sardzsa                                           |
| 13.      | Washington/Baltimore   | 64 717 998      | Dulles, Reagan, Baltimore-Washington                                 |
| 14.      | Moszkva                | 63 888 632      | Domogyedovo, Seremetyjevo, Vnukovo                                   |
| 15.      | San Francisco Bay Area | 62 736 923      | San Francisco, Oakland, San Jose, Charles M. Schulz                  |
| 16.      | Frankfurt              | 61 013 452      | Frankfurt, Hahn                                                      |
| 17.      | Isztambul              | 59 485 750      | Atatürk, Sabiha Gökçen                                               |
| 18.      | São Paulo              | 59 016 229      | Guarulhos, Congonhas, Viracopos, Campo de Marte, São José dos Campos |
| 19.      | Bangkok                | 58 985 469      | Suvarnabhumi, Don Mueang                                             |
| 20.      | Szöul                  | 58 583 599      | Incshon, Gimpo                                                       |
| 21.      | Jakarta                | 57 831 462      | Soekarno-Hatta, Halim Perdanakusuma                                  |
| 22.      | Hongkong               | 56 057 751      | Csek Lap Kok                                                         |
| 23.      | Denver                 | 53 156 278      | Denver                                                               |
| 24.      | Szingapúr              | 51 181 804      | Changi                                                               |
| 25.      | Amszterdam             | 51 035 590      | Schiphol                                                             |
| 26.      | Houston                | 50 326 484      | George Bush, Hobby                                                   |
| 27.      | Kuangcsou              | 48 731 462      | Baijün, Foshan                                                       |
| 28.      | Madrid                 | 45 224 305      | Barajas, Torrejón, Cuatro Vientos                                    |
| 29.      | Phoenix                | 41 808 611      | Sky Harbor, Mesa Gateway                                             |
| 30.      | Róma                   | 41 478 287      | Fiumicino, Ciampino                                                  |
| 31.      | Kuala Lumpur           | 41 330 380      | Kuala Lumpur–nemzetközi, Subang                                      |
| 32.      | Charlotte              | 41 228 372      | Douglas                                                              |
| 33.      | Las Vegas              | 40 799 830      | Harry Reid                                                           |
| 34.      | München                | 39 227 979      | München, Memmingen                                                   |
| 35.      | Barcelona              | 38 927 906      | Barcelona, Girona-Costa Brava, Reus, Sabadell, Lleida-Alguaire       |
| 36.      | Toronto                | 37 163 947      | Pearson, Billy Bishop, Hamilton                                      |
| 37.      | Sydney                 | 36 920 000      | Kingsford Smith                                                      |
| 38.      | Milánó                 | 36 657 911      | Malpensa, Linate, Bergamo                                            |
| 39.      | Orlando                | 36 525 430      | Orlando, Sanford                                                     |
| 40.      | Boston                 | 36 116 165      | Boston-Logan, Manchester-Boston, T. F. Green, Worcester              |
| 41.      | Delhi                  | 35 881 965      | Indira Gandhi                                                        |
| 42.      | Düsseldorf/Köln/Bonn   | 34 498 044      | Düsseldorf, Köln/Bonn, Dortmund, Weeze                               |
| 43.      | Minneapolis/Saint Paul | 33 170 960      | Minneapolis-Saint Paul                                               |
| 44.      | Tajpej                 | 33 095 525      | Taojüan, Szongsan                                                    |
| 45.      | Manila                 | 32 867 885      | Manila, Clark, Subic Bay                                             |
| 46.      | Oszaka                 | 32 793 277      | Kanszai, Itami, Kobe                                                 |
| 47.      | Seattle                | 32 467 007      | Seattle-Tacoma                                                       |
| 48.      | Detroit                | 32 406 159      | Metro                                                                |
| 49.      | Csengtu                | 31 595 130      | Suangliu                                                             |
| 50.      | Philadelphia           | 30 839 175      | Philadelphia                                                         |
| 51.      | Mumbai                 | 30 747 841      | Cshatrapati Sivadzsi                                                 |
| 52.      | Mexikóváros            | 30 463 967      | Benito Juárez, Toluca                                                |
| 53.      | Sencsen                | 29 569 725      | Bao'an                                                               |
| 54.      | Melbourne              | 29 297 387      | Tullamarine, Avalon, Essendon, Moorabbin                             |
| 55.      | Rio de Janeiro         | 26 498 600      | Galeão, Santos Dumont                                                |
| 56.      | Koppenhága/Malmö       | 25 873 527      | Copenhagen, Malmö, Roskilde, Ängelholm-Helsingborg                   |
| 57.      | Bogotá                 | 25 525 873      | El Dorado, Guaymaral                                                 |
| 58.      | Oslo                   | 25 518 536      | Gardermoen, Rygge, Torp                                              |
| 59.      | Brüsszel               | 25 487 759      | Brüsszel, Charleroi                                                  |
| 60.      | Berlin                 | 25 261 477      | Tegel, Schönefeld                                                    |
| 61.      | Antalya                | 24 993 667      | Antalya                                                              |
| 62.      | Zürich                 | 24 802 466      | Kloten                                                               |
| 63.      | Stockholm              | 24 452 326      | Arlanda, Bromma, Skavsta,                                            |
| 64.      | Manchester             | 20 895 385      | Manchester                                                           |

## 2010-es statisztika
A következő lista a CAPA Centre for Aviation két listája alapján készült, a Repülőterek Nemzetközi Tanácsa adatai alapján; az egyik lista a több repülőtérrel rendelkező városokat, a másik az egyes repülőtereket listázta.
| Helyezés | Agglomeráció           | Utasok összesen | Repülőterek                                                          |
| -------- | ---------------------- | --------------- | -------------------------------------------------------------------- |
| 1.       | London                 | 127 353 419     | Heathrow, Gatwick, Stansted, Luton, City, Southend                   |
| 2.       | New York               | 107 586 717     | JFK, Newark, LaGuardia, Westchester County, Long Island, Stewart     |
| 3.       | Tokió                  | 98 024 708      | Haneda, Narita                                                       |
| 4.       | Atlanta                | 89 331 622      | Hartsfield–Jackson                                                   |
| 5.       | Párizs                 | 86 203 669      | Charles de Gaulle, Orly, Beauvais                                    |
| 6.       | Chicago                | 84 302 427      | O’Hare, Midway, Gary                                                 |
| 7.       | Los Angeles            | 79 981 524      | Los Angeles, Long Beach, Bob Hope, John Wayne, Ontario               |
| 8.       | Peking                 | 76 171 801      | Capital, Nanjüan                                                     |
| 9.       | Sanghaj                | 71 684 808      | Putung, Hungcsiao                                                    |
| 10.      | Dallas/Fort Worth      | 64 867 419      | DFW, Love Field                                                      |
| 11.      | Miami                  | 63 998 275      | Miami, Fort Lauderdale, Palm Beach                                   |
| 12.      | Washington/Baltimore   | 63 633 817      | Dulles, Reagan, Baltimore-Washington                                 |
| 13.      | San Francisco Bay Area | 56 905 161      | San Francisco, Oakland, San Jose, Charles M. Schulz                  |
| 14.      | Frankfurt              | 56 172 796      | Frankfurt, Hahn                                                      |
| 15.      | Dubaj                  | 53 487 326      | Dubaj, Sardzsa                                                       |
| 16.      | Denver                 | 52 211 242      | Denver                                                               |
| 17.      | Szöul                  | 51 044 826      | IncsHon, Gimpo                                                       |
| 18.      | Moszkva                | 50 958 643      | Domogyedovo, Seremetyjevo, Vnukovo                                   |
| 19.      | Hongkong               | 50,410,819      | Chek Lap Kok                                                         |
| 20.      | Madrid                 | 49 786 202      | Barajas                                                              |
| 21.      | Houston                | 49 533 570      | George Bush, Hobby                                                   |
| 22.      | São Paulo              | 48 224 873      | Guarulhos, Congonhas, Viracopos, Campo de Marte, São José dos Campos |
| 23.      | Amszterdam             | 45 211 749      | Schiphol                                                             |
| 24.      | Bangkok                | 44 262 347      | Suvarnabhumi, Don Mueang                                             |
| 25.      | Jakarta                | 43 981 022      | Soekarno-Hatta                                                       |
| 26.      | Isztambul              | 43 350 029      | Atatürk, Sabiha Gökçen                                               |
| 27.      | Szingapúr              | 42 038 777      | Changi                                                               |
| 28.      | Kuangcsou              | 40 975 253      | Baijün                                                               |
| 29.      | Róma                   | 40 486 202      | Fiumicino, Ciampino                                                  |
| 30.      | Phoenix                | 39 464 409      | Sky Harbor, Mesa Gateway                                             |
| 31.      | Barcelona              | 38 768 886      | Barcelona, Girona-Costa Brava, Reus, Sabadell, Lleida-Alguaire       |
| 32.      | Las Vegas              | 39 397 359      | Harry Reid                                                           |
| 33.      | Charlotte              | 38 143 078      | Douglas                                                              |
| 34.      | Sydney                 | 35 992 164      | Sydney                                                               |
| 35.      | Orlando                | 35 775 107      | Orlando, Sanford                                                     |
| 36.      | Boston                 | 35 704 493      | Boston-Logan, Manchester-Boston, T. F. Green, Worcester              |
| 37.      | Kuala Lumpur           | 35 205 636      | Kuala Lumpur–International, LCCT Subang                              |
| 38.      | Milánó                 | 34 670 437      | Malpensa, Linate, Bergamo                                            |
| 39.      | München                | 34 598 634      | München                                                              |
| 40.      | Toronto                | 33 452 851      | Pearson, Toronto Island, Hamilton                                    |

## Fordítás
- Ez a szócikk részben vagy egészben  a   List of busiest city airport systems by passenger traffic című angol Wikipédia-szócikk ezen változatának fordításán alapul.  Az eredeti cikk szerkesztőit annak laptörténete sorolja fel. Ez a jelzés csupán a megfogalmazás eredetét és a szerzői jogokat jelzi, nem szolgál a cikkben szereplő információk forrásmegjelöléseként.